# Méry (grand prêtre d'Osiris)
Pour les articles homonymes, voir Méry.
Méry est un grand prêtre d'Osiris à Abydos, sous le règne des pharaons Séthi Ier et Ramsès II de la XIXe dynastie.

## Biographie
Méry est d'une longue lignée de grands prêtres d'Osiris ; il est le fils du grand prêtre d'Osiris Hat. Méry succède à son père au poste de grand prêtre d'Osiris sous le règne de Séthi Ier et reste en fonction pendant la première décennie du règne de Ramsès II. L'épouse de Méry, Maianouy, est la fille du grand prêtre d'Osiris To qui avait précédé Hat dans ses fonctions.

## Attestations
Méry est connu par plusieurs monuments qu'il partage avec son fils. Une double statue de Ounennéfer et de son père Méry (JdE 35257 du Musée égyptien du Caire) représente à la fois Méry et son fils Ounennéfer. Le texte de la statue identifie Méry comme le fils du grand prêtre d'Osiris Hat et de son épouse Iouy.
Un monument familial d'Abydos (Musée égyptien du Caire JdE 35258) appartenant à Ounennéfer montre son père Méry tenant deux étendards. Le nom de Ramsès II apparaît tout au long des scènes.
Un fragment de la chapelle funéraire de Ounennéfer à Abydos contient un texte mentionnant ses parents Méry et Maianouy, ainsi que son épouse Tiy.